# Rörtjärnen (Stensele socken, Lappland, 723479-153759)
Rörtjärnen är en sjö i Storumans kommun i Lappland och ingår i Umeälvens huvudavrinningsområde.